# Nagykanizsa
Nagykanizsa  este un oraș de mărime medie în  sud-vestul statului Ungaria, în județul Zala. Este un oraș cu drepturi de județ. 
Nu este departe de lacul Balaton, lângă punctul de întâlnire dintre 5 rute. Pentru secole, orașul a fost un link de conexiuni. Bunuri din Slavonia au fost transportate spre Graz, prin  Nagykanizsa.

## Demografie
Componența etnică a municipiului Nagykanizsa
     Maghiari (95,49%)
     Romi (1,42%)
     Croați (1,1%)
     Germani (1,07%)
     Necunoscut (0,57%)
     Alții (0,34%)
Componența confesională a municipiului Nagykanizsa
     Romano-catolici (56,21%)
     Fără religie (10,05%)
     Reformați (1,88%)
     Luterani (1,66%)
     Necunoscută (29,08%)
     Alte religii (2,01%)
Conform recensământului din 2011, orașul Nagykanizsa avea 49.425 de locuitori. Din punct de vedere etnic, majoritatea locuitorilor (95,49%) erau maghiari, existând și minorități de romi (1,42%), croați (1,1%) și germani (1,07%). Apartenența etnică nu este cunoscută în cazul a 0,57% din locuitori.  Din punct de vedere confesional, majoritatea locuitorilor (56,21%) erau romano-catolici, existând și minorități de persoane fără religie (10,05%), reformați (1,88%) și luterani (1,66%). Pentru 29,08% din locuitori nu este cunoscută apartenența confesională.

## Personalități născute aici
- Sándor Hevesi (1873 - 1939), scriitor;
- Emil Grandpierre (1874 - 1938), scriitor, jurnalist, om politic;
- Gabriel Adriányi (1935 - 2024), istoric;
- Zsuzsanna Laky (n. 1984), câștigătoarea Miss Europe în 2003.